# Anastase Frashëri
Pour les articles homonymes, voir Frashëri.
Anastase Frashëri (Frachery), ou Anastase-Joseph Totoni-Frachery, est un homme de lettres, un juriste et un grand patriote albanais né à Frashër, dans l’Albanie du sud, le 15 octobre 1890, fils de Joseph-Kristo Totoni, grand commerçant albanais de Constantinople, promoteur de l'indépendance et de la langue albanaises et de Sophie Pano-Frachery, de la grande famille des Panollari, apparentée aux boyards Pano (Panu), camaïcams (lieutenants généraux) de la Principauté de Moldavie au XIXe siècle. 
Il était le petit-fils d'Anastase I Constantin Totoni-Frachery qui comptait parmi les 28 personnalités qui faisaient le plus autorité parmi les Albanais de la diaspora et qui fondèrent, en 1879, avec Sami Frasheri la Société des lettres albanaises Shoqeria e te shtypurit shkronjavet shqip dont les travaux aboutirent à la compilation d'un alphabet albanais en lettres latines en 1908. La famille chrétienne Anthon où Totoni-Frachery plonge ses racines dans la phratrie de Frasheri (Dera e madhe Frashëri) dont la souche, qui est aussi celle des comtes stradiotes Frassina ou Frossino, est attestée au XVe siècle dans la région du même nom. Les Frasheri sont une des 70 grandes souches stradiotes d'Albanie. Ils sont aussi apparentés aux familles beylicales Aliçko-Frachery, Vila-Frachery, Adamidi-Frachery, Ballauri et Turtulli qui ont fourni des ministres, des diplomates et des régents à l’Albanie dans la première moitié du XXe siècle. Cette famille est en alliance spirituelle avec celle de Mgr Fan Noli, fondateur de l'Eglise orthodoxe autocéphale d'Albanie, du fait que le frère de ce dernier, Dhimiter Noli fut le parrain de baptême du fils d'Anastase, Kristo Frasheri. Les Totoni-Frachery ont joué un rôle important dans l’histoire de l’Albanie à partir notamment de 1878.
Anastase Frachery est le père de Kristo Frasheri, historien albanais et académicien, et de Thomas Frasheri, écrivain albanais décédé en 1995.

## Biographie
Sujet de la Sublime Porte, ancien élève du lycée français de Constantinople, il s’engagea dans le mouvement multiethnique jeune-turc dans la fièvre nationaliste qui s’empara à partir de 1908 des minorités de l’Empire ottoman qui crurent pendant un moment au fédéralisme à l’image de ce qui s’était passé dans l’Empire austro-hongrois notamment après 1867. 

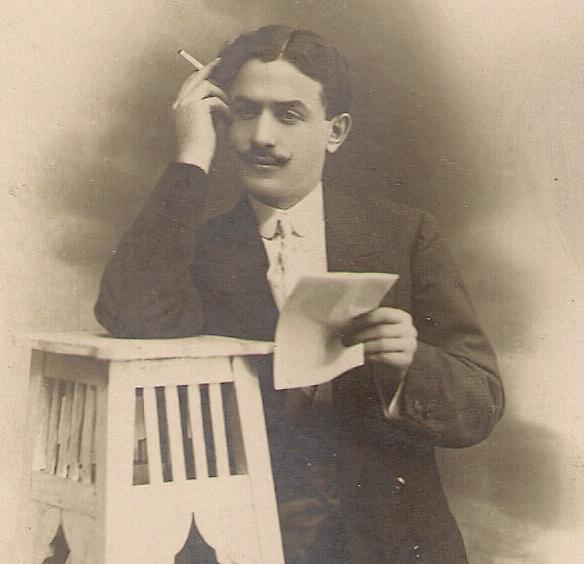
Anastase Frachery en 1909

Il fut vite déçu par le tour que prirent les événements et l’hostilité des jeunes-turcs d’Enver Pacha à toute tentative d’autonomie et a fortiori d’indépendance des territoires européens de la Turquie. Toutefois cette période lui donna la possibilité de s’illustrer dans la presse écrite albanophone – surtout dans les pages du prestigieux Kalendari kombiar (Annuaire national) – qui paraissait en Turquie, dirigé par Mit'hat Frasheri ce qui le confirma dans sa vocation d’écrivain, de poète, d’éditorialiste et de journaliste de terrain dans des pays comme la Turquie, la Grèce, la Roumanie, l’Albanie, l’Égypte, etc. Mehmet bey Frasheri, frère cadet d'Abdyl Frashëri, de Naim Frasheri et de Sami Frasheri lui avait confié en 1908 la rédaction du premier journal albanophone de Constantinople, "Besa". Passionné de théâtre et de dramaturgie, Anastase Frachery avait par ailleurs fondé en cette même année, avec des cousins dont le futur préfet Leonida Frasheri, le premier groupe artistique albanophone de Constantinople. 
En outre les divers voyages effectués en tant que rédacteur de divers journaux lui firent acquérir une culture encyclopédique et une certaine notoriété. Mobilisé dans l’armée turque en 1916, pendant la Première Guerre mondiale il servit dans le corps des sapeurs-pompiers pendant deux ans.
À la fin de la Grande Guerre il travailla dans le commerce et en 1920 fut élu secrétaire de la Société albanaise de Constantinople, cercle très influent aux ramifications de société secrète où l’on côtoyait aussi des personnalités turques comme Mustafa Kemal à la recherche d’alliances politiques et de soutiens de toute nature dans leur combat contre le régime du sultanat. 
Le 22 janvier 1920 il épousa Eudoxie Tolé d’Ogren, dont il eut trois fils : Kristo (né en 1920), historien et professeur, Thomas (1922-1995), militaire et écrivain, Georges (1924-1944), membre actif de la Résistance, exécuté par les nazis le 28 février 1944, martyr de la Nation.
Il fut de 1923 à 1924 rédacteur en chef du journal albanophone La Paix qui soutenait les ataturkiens et préconisait l’autocéphalie de l’Église orthodoxe albanaise. Le journal fut interdit par les autorités ottomanes en 1924. Rentré en Albanie et devenu citoyen de son pays d’origine il soutint la Révolution bourgeoise de juin 1924 dirigée par son ami l’évêque orthodoxe Théofan S. Noli (Fan Noli), métropolite de Durazzo et de Boston – ordonné dans l’Eglise russe d’Amérique en 1908 – contre la domination des grands beys qui pérennisaient un régime féodal ottoman. Mgr Noli devenu Premier ministre pendant un court moment, le nomma sous-préfet de Tchamérie (avec pouvoirs et privilèges préfectoraux), région du sud de l’Albanie. En effet, l'État grec avait posé des conditions à la reconnaissance du Gouvernement de Mgr Noli, dont la nomination comme préfet des régions frontalières avec la Grèce, d'un albanais de confession orthodoxe et pouvant parler à la fois le grec et le turc. Anastase Frachery, dont un des cousins n'était autre qu'Andon S. Frasheri, chef de cabinet de Mgr Noli, remplissait ces conditions.
À la suite de l’échec de la Révolution, il dut accepter en janvier 1925 sa nomination comme fonctionnaire technique au Parlement albanais, poste qu’il occupa sous la Royauté (1928-1939) jusqu’à l’occupation de l’Albanie par l’Italie en avril 1939. 

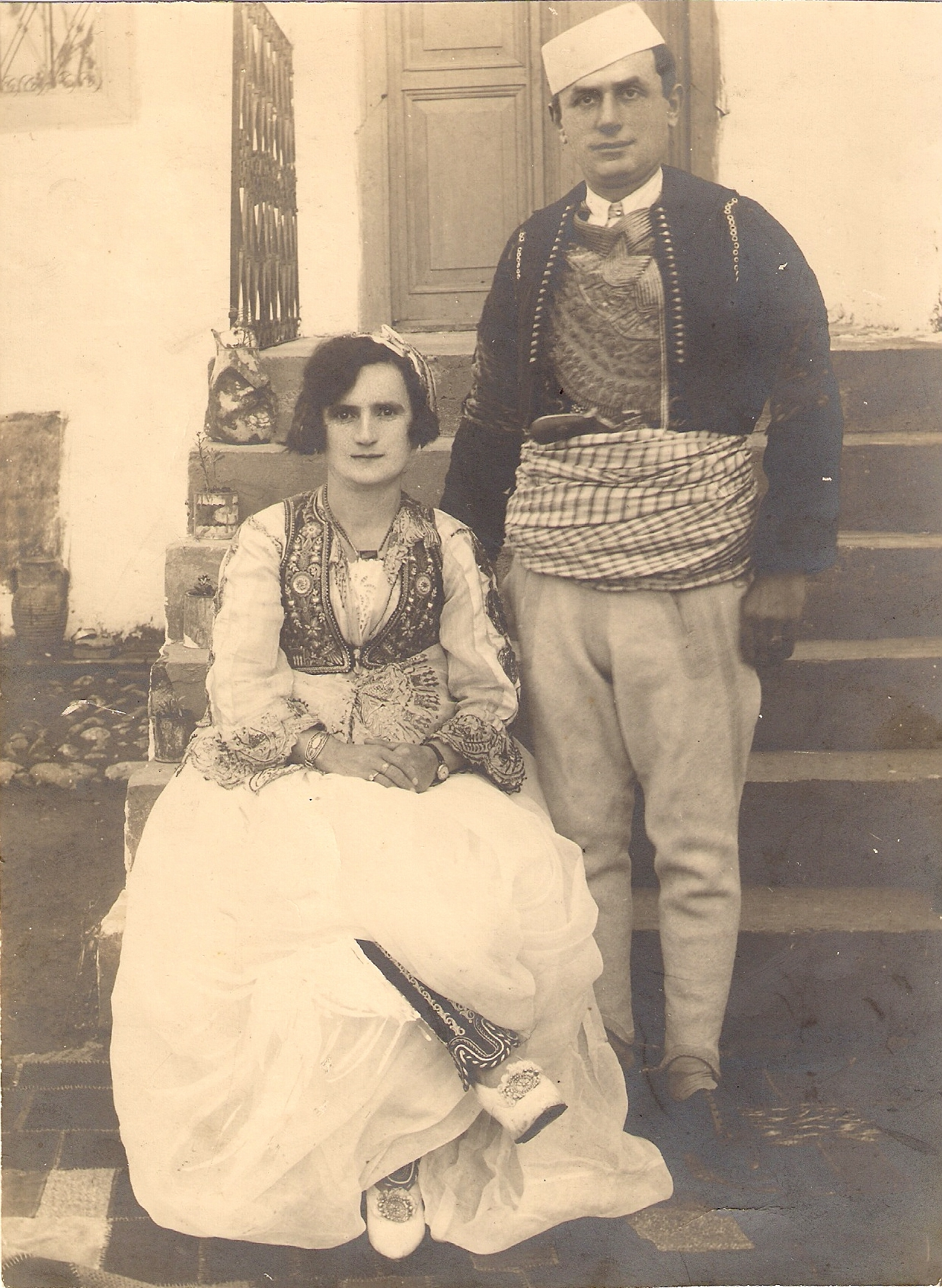
Anastase Frachery et sa femme Eudoxie Tole d'Ogren en costume traditionnel de la noblesse d'Albanie centrale en 1929

Soucieux de tisser des liens d’obéissance avec la jeune haute administration publique, le roi Zog Ier lui fit don de quelques terrains de construction dans la capitale même, honneur insigne. Nommé rédacteur en chef des procès-verbaux du Conseil suprême fasciste corporatif albanais jusqu’en 1943, puis du Parlement albanais et ensuite de l’Assemblée nationale constituante jusqu’en 1946. Haut fonctionnaire de l’État collaborationniste albanais, il s’était rangé dès 1942 – après la Conférence de Peza qui réunit toutes les forces politiques albanaises dans le combat contre l’Italie et l’Allemagne – du côté de la Résistance, fournissant celle-ci en matériels et en informations et faisant de sa maison une base secrète pour des réunions politiques. Ses trois fils étaient pareillement engagés dans la Résistance et l’un d’eux fut arrêté et exécuté par les Allemands, alors qu’un autre, Thomas, ancien élève officier du Collège royal de guerre de Milan parvint in extremis à s’évader du camp de concentration de Pristina évitant ainsi d’être fusillé par les Allemands.
Anastase Frachery fut élu en 1944 chef du Conseil de libération du secteur nord-est de la capitale, Tirana, et dut négocier en novembre 1944 la délicate reddition de l’état-major des forces allemandes campé au Palais royal de Tirana.
Après quelques années au service du nouveau pouvoir législatif, il partit à la retraite en 1947, l’Albanie étant devenu pendant ce temps un État communiste. Premier légiste du Parlement, il s'était opposé à la loi organisant le barreau d'État en supprimant la profession libre d'avocat et privant ainsi des garanties fondamentales et des droits de la défense les citoyens. Retiré, il mourut à Tirana le 2 mai 1958.

## L'œuvre nationale
Anastase Frachery fait partie de la dernière génération des écrivains et des grandes figures du mouvement national que les Albanais appellent Rilindja kombëtare (La Renaissance nationale) qui commence en 1848 et se termine en 1912 avec la proclamation de l’indépendance de l’Albanie. Mais il est de la première génération des édificateurs de l’héritage intellectuel et culturel de la jeune nation devenue soudain souveraine, où il n’y avait que quelques lycées tenus par des congrégations religieuses catholiques, pas d’universités et où 90 % de la population était rurale et analphabète. Tout faisait défaut au niveau pédagogique, pour que la population fût instruite et pût s’insérer dans le mouvement de progrès économique et de civilisation qui bénéficiait, à l’issue de la Grande Guerre, à la plupart des États balkaniques. 
Anastase Frachery avait entrepris en ce sens, dans son travail de journaliste, de mettre au point tout un corpus d’informations ou de connaissances rédigé en albanais et accessible par les journaux à tout un chacun, afin de permettre aux Albanais même les moins bien instruits, de ne pas ignorer les éléments de progrès que la liberté devait leur offrir désormais. Ses écrits et études dont la variété étonne et qui ne manquent pas de profondeur sont rédigés d’une manière simple et touchent à presque tous les secteurs de la vie. D’une étude de haut fonctionnaire sur les timbres postaux, on passe à des conseils sur la façon d’élever les animaux domestiques, d’articles sur les ordres de chevalerie à des écrits sur l’utilité de différents objets du quotidien. Ne manquent pas des articles biographiques sur des personnalités du monde antique et moderne dont la grande masse des Albanais ignorait jusqu’à l’existence du fait de la carence de l’éducation qui prévalait dans cette ancienne périphérie d’un empire barbare. Frachery collabora aussi avec les organes de la croix rouge albanaise pour mettre les Albanais au courant des maladies notamment vénériennes ou les prévenir des risques de l’alcool et du tabac.
À côté de contes un peu à la Pagnol qui reflétaient aussi bien la douceur de la campagne albanaise que la pauvreté de la population, il y a aussi des écrits plus sociaux, voire philosophiques et politiques sur des sujets toujours actuels et délicats dont voici quelques fragments :
- Sur la Patrie

« La patrie n’est pas seulement une notion logique, mais un sentiment presque palpable que l’on ressent, qui nous guide, qui nous fait nous réjouir en plénitude. À chaque fois que l’indépendance de la patrie est en danger, il est juste, bon et raisonnable de tout quitter pour la défendre quitte à en mourir afin de défendre l’intérêt général. En temps de paix, il est nécessaire que chacun prenne sa part dans les charges publiques : voter, faire son service militaire, payer les impôts, respecter les lois et  nous comporter en citoyens sages et utiles. Que soient dénoncés tous ceux qui prônent des gouvernements oligarchiques aux intérêts bien compris et dont le principal caractère est de gaspiller l’argent public, de remettre en question les libertés fondamentales et personnelles, de compromettre l’indépendance nationale et de comploter la déliquescence de la patrie ! Les plus mauvais des patriotes sont les orateurs des bistrots et les pseudo-libertaires qui crachent au milieu de leurs saouleries sur les choses les plus sacrées : l’ordre, la famille, la propriété privée et qui glorifient les plus viles désirs et répandent l’ennui, le désabusement, l’indifférence, la révolution. Il y en a aussi qui n’ont d’yeux que pour des chimères et qui croient que les États et les nations vont disparaître au profit d’un tout gouverné par une seule loi. Voilà le cosmopolitisme ! Certes tous les peuples doivent essayer de vivre en frères, mais aucune utopie ne pourra jamais les unir sous une seule loi par laquelle tous veulent dominer et aucun en être l’esclave. A personne on ne peut imposer une loi étrangère. Une seule affirmation peut rendre les peuples heureux : que toute patrie soit indépendante et gouvernée par ses propres lois et qu’aucun ne reconnaisse d’autre seigneurie que celle du Seigneur Dieu ! » .
- Sur le mariage (conseils à une jeune mariée)

« En cas de disputes dans le couple parle au mari avec douceur mais fermeté et montre-toi humble, mais jamais n’accepte, ni un mot, ni un coup qu’il te donnerait en profitant de sa supériorité physique. Quand tu auras des enfants, n’oublie pas que leur éducation est confiée à la mère. Elèves-les sains dans leur corps et dans leur façon de penser, entraînes-les dans la pratique de la bonté humaine jusqu’à ce qu’autonomes ils s’en aillent faire leurs humanités. Espère en Dieu, abandonne les vaines fantaisies afin de mieux distinguer le bien du mal et cherche sans te lasser à faire le bien ».
- Sur la maltraitance dans la famille

« Les tyrans de ces enfants qui se nomment pères, frères ou tuteurs et qui se considèrent comme des gens respectables dans les dîners en ville se transforment chez eux en Néron, en Caligula et traitent comme de la marchandise sur laquelle ils ont tous les droits, leurs enfants, leurs sœurs, leurs femmes, des êtres humains. Cette mentalité abominable s’est malheureusement enracinée aussi au sein de notre peuple ».
- Sur la femme

« L’état de la femme dans les temps anciens a toujours été lamentable. Esclave des instincts sexuels de l’homme et une machine de chair fraîche à une société hostile, elle était devenue un objet laissé sans instruction et vendu sur le marché. Or, l’évolution des mentalités et le progrès de la civilisation ont aidé à la réussite de l’égalité des sexes, mais chacun dans son domaine. Le désavantage de ce phénomène pourtant bénéfique en soi est le féminisme extrémiste qui prêche une espèce d’émancipation qui rime avec la monopolisation des trottoirs, les cinémas tous les après-midis, les salons mondains, la bourse du mari. Ce féminisme veut la femme indistinctement à l’homme dans le marché, à l’université, dans l’administration, dans les juridictions, dans la diplomatie, au Parlement, à l’église, sur mer et dans les airs et jusque dans les fumoirs les jambes croisées ! À cette folie, le seul barrage peut être la maison, la famille. Les féministes disent au diable la maison et font la publicité de l’ « amour libre » qui en réalité ruinerait la famille. Ces nouveaux principes ne peuvent modifier les lois de la nature. La différence par rapport à l’homme donne à la femme sa valeur spécifique. Si la femme exige de devenir homme en quelque sorte ce ne serait plus qu’un monstre, un sphinx. La valeur des deux sexes et de se compléter l’un l’autre. C’est une manifestation de courage, voire d’héroïsme pour l’homme de manier l’épée pour sa patrie. Mais y a-t-il un héroïsme plus grand et plus positif que la mise au monde d’un enfant, son éducation à partir de rien ? Ne dépasse-t-elle pas, la femme, en patience et en courage l’homme ? C’est cela la supériorité de l’homme que veulent obtenir ces femmes modernes ? La femme albanaise ne doit pas être influencée par ces vains principes. Elle a besoin de bien autre chose : la disparition des restes archaïques et idolâtriques de l’égoïsme masculin, la disparition de l’analphabétisme chez les jeunes filles, la reconnaissance de l’égalité avec le mari dans ses droits conjugaux et sociaux et de la possibilité d’accéder à des professions sans beaucoup de contraintes. La femme albanaise sait fort bien que le féminisme moderne signifie la ruine de la famille et la famille pour elle est le saint des saints ».
De par ses conceptions de la société, Frachery se situe sur une voie médiane entre les « anciens » et les « modernes » dont les débats sociaux faisaient rage dans l’Albanie des années ’30, les premiers étant hostiles par principe à tout changement social dans le statut de l’individu et les seconds, gauchisants à l’extrême parfois, étant partisans de la révolution.

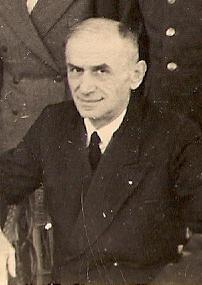
Anastase Frachery en 1954

Concomitamment à ce travail de sensibilisation et de responsabilisation de la nouvelle société albanaise, Anastase Frachery a apporté une contribution fondamentale à la cause de l’autocéphalie de l’Église orthodoxe albanaise. Celle-ci voulait obtenir le même statut reconnu par le Patriarcat de Constantinople aux autres églises nationales dans les Balkans, à commencer par l’Église de Grèce elle-même. Posant le problème de l’assimilation des Albanais orthodoxes aux Grecs notamment à cause de la langue liturgique et de la nationalité de l’épiscopat, la dépendance directe de l’Église d’Albanie d’un Patriarcat hostile à la cause albanaise avait tourné en un contentieux politique de premier plan. Refusant de reconnaître l’autocéphalie sans fermer la porte à tout accord, le Patriarcat grec obligea les Albanais orthodoxes à accélérer la propagande autocéphaliste et la traduction des Saintes Écritures et des textes de la Divine Liturgie en albanais, mouvements auxquels participa pleinement Anastase Frachery, ami et collaborateur proche de Mgr Noli, archevêque métropolitain de Durazzo et de l’Église orthodoxe albanaise de Boston aux États-Unis et inspirateur du mouvement. C’est après moult pressions et la menace grandissante d’une dérive uniate de l’ensemble des Orthodoxes albanais dont le menaça le clergé albanais et dont Frachery rend compte de manière sarcastique dans un article que le Patriarcat de Constantinople céda et reconnut l’autocéphalie de l’Eglise d’Albanie proclamée en 1923 après avoir reconnu la validité et la légitimité des sacres épiscopaux de trois évêques albanais dont Mgr Noli. Le journal La Paix que Frachery dirigeait accompagna tout le processus et en assura la diffusion au milieu de la diaspora albanaise en Turquie et en Grèce. Le jugement qu’il portait sur le Patriarcat « œcuménique » était clair : « Malheureusement, sur le trône de Chrysostome s’était assis le porte-étendard de la Megali Idea hellène, l’idolâtre du panhellénisme, l’utopiste d’une nouvelle Byzance, le Patriarche Méléthios qui dans ses rêveries avait oublié qu’il était le représentant du Christ et ne travaillait que pour une union sous le drapeau de la Grèce dont il était un des plus fidèles serviteurs. Et s’il s’en trouva au sein du Saint Synode quelques métropolites dignes serviteurs et propagateurs soucieux de l’amour de Dieu, hélas ! leur voix fut vite rendue inaudible par les moines de Méléthios Metaxakis ».
Le rôle joué par Anastas Frachery qui signait souvent ses articles par des pseudonymes – Un chrétien de Frachery, le Roc de Frachery, Arf-i, etc. - est relativement méconnu dans l’histoire de l’Albanie moderne, alors que ses apports dans la formation d’une identité culturelle albanaise, ne serait-ce que dans le seul domaine journalistique, sont fondamentaux.